# Одинокий волк в Париже
«Одинокий волк в Париже» (англ. The Lone Wolf in Paris) — американский приключенческий фильм с элементами комедии режиссёра Альберта С. Рогелла, вышедший на экраны в 1938 году.
В этом фильме знаменитый в прошлом медвежатник, ставший респектабельным джентльменом, Майкл Лэньярд по прозвищу Одинокий волк (Фрэнсис Ледерер), во время поездки в Париж обнаруживает в своём гостиничном номере скрывающуюся принцессу Тэнию (Фрэнсис Дрейк). Принцесса пытается вернуть драгоценные камни из королевской короны, которыми завладел коварный великий герцог Грегор (Уолтер Кингсфорд) со своими сообщниками. Путём шантажа герцог пытается добиться отречения королевской семьи и передачи прав на престол ему. Решив помочь Тэнии, Майкл ввязывается в опасное дело, в ходе которого его и Тэнию похищают и пытаются убить. В итоге Майклу удаётся вернуть драгоценности королевской семье и разоблачить амбициозного и опасного Грегора и его банду.
Фильм в основном получил позитивные оценки критики за верность духу первоисточника, интересные международные интриги в высшем обществе и сильную актёрскую игру.

## Сюжет
Респектабельный джентльмен Майкл Лэньярд (Фрэнсис Ледерер) в сопровождении своего слуги Дженкинса (Олаф Хиттен) приезжает в Париж, где заселяется в фешенебельный отель «Луи Филипп». Увидев в регистрационной карточке имя гостя, управляющий отелем Альфонс Фромон (Морис Касс) отказывает Майклу в заселении. Он показывает материалы, согласно которым Майкл, известный также как Одинокий волк, является самым опасным вором драгоценностей, которого разыскивает полиция всех ведущих столиц Европы. Майкл отвечает, что это сведения пятилетней давности, и с тех пор с него сняты все подозрения, показывая соответствующие документы.
Вскоре после того, как Майкл заселяется в номер, к нему приходит Фромон в компании маркиза де Мейерсона (Альберт Деккер), которого якобы только что обокрали. Когда они пытаются осмотреть номер, Майкл замечает, что там скрывается красивая молодая леди, которую он без лишних слов прячет в своём сундуке. Не обнаружив ничего подозрительного в номере Майкла, Фромон и маркиз удаляются. Майкл вместе с Дженкинсом открывают сундук, обнаруживая, что леди потеряла сознание. Уложив её на диван, Майкл говорит слуге, что узнал в этой леди принцессу Тэнию Арвоннскую (Фрэнсис Дрейк) из небольшого альпийского государства. Найдя сумочку Тэнии, Майкл обнаруживает в ней имитации трёх дорогих драгоценных камней, объясняя Дженкинсу, что это копии камней из королевской короны Арвонны, где через два дня состоится коронация нового короля. Майкл кладёт их на место, после чего видит, что Тэния навела на него пистолет. Ничего не объяснив, но поблагодарив, принцесса выбегает из номера.
Решив разобраться в этом деле, Майкл по балкону проходит к следующему номеру, где видит Тэнию, которая говорит своей фрейлине (Бесс Флауэрс), что не нашла драгоценности и сегодня ночью попробует ещё раз, после чего убирает поддельные камни в свой стол. В этот момент в её номер заходят великий герцог Грегор (Уолтер Кингсфорд), баронесса Кэмбрелл (Леона Мэрикл) и маркиз Альберт де Мейерсон, обвиняя Тэнию в том, что она только что проникла в номер маркиза, правда, ничего там не нашла. Далее Грегор, который со своими сообщниками завладел тремя самыми крупными камнями из королевской короны, угрожает Тэнии, что если народ узнает, что королева-регентша и мать Тэнии продала драгоценности, в стране начнётся бунт. Чтобы этого избежать, он требует в обмен за возвращение камней признать его королём. Сначала Тэния пытается возражать, что это измена, но затем смиряется и соглашается пойти с троицей заговорщиков в ресторан на ужин. После их ухода Майкл проникает в номер принцессы и извлекает из ей стола три поддельных камня.
Несколько минут спустя Майкл появляется в ресторане, где, выдавая себя за старого друга Тэнии, подсаживается за столик, где сидит она с герцогом, баронессой и маркизом. Майкл приглашает Тэнию на танец, а затем выводит её в сад, где говорит, что ему известно о поддельных камнях. Он сообщает, что уже побывал у маркиза и подменил его камень на фальшивый, передавая Тэнии подлинный камень. Майкл объясняет, что хотя он отрёкся от воровской профессии, тем не менее ради благородной цели иногда проделывает такие вещи, так как «любит приключения и помогать красивым леди, попавшим в беду». Тэния рассказывает, как герцог, баронесса и маркиз завладели камнями из королевской короны. Некоторое время назад в результате неурожая казна опустела, и народ оказался на грани голода. Чтобы спасти положение, мать Тэнии, королева Арвонны обратилась к знатным семействам страны с просьбой о кредите, и Грегор, баронесса и маркиз дали деньги, получив в качестве залога три самых крупных камня из королевской короны. Каждый из них взял себе по одному камню. Позднее, когда экономическое положение в стране исправилось, королева попыталась выкупить камни, но эти трое отказались их продавать даже по двойной цене. В этот момент Майкл замечает, что баронесса и маркиз следят за ними, и, чтобы сбить их с толку, обнимает и целует Тэнию. Он обещает ей достать камни, после чего звонит по телефону Дженкинсу и даёт ему какие-то поручения с просьбой, когда всё будет выполнено, принести ему платиновый портсигар. Тем временем Грегор просит установить, кто такой Майкл Лэньярд, а баронессе поручает аккуратно выяснить, чего он добивается. Продолжая разыгрывать сцену, Тэния по просьбе Майкла даёт ему пощёчину на глазах у баронессы и маркиза, когда он попытается её в очередной раз поцеловать. Они возвращаются за столик как будто в ссоре, и Майкл сразу же переключает своё внимание на баронессу, которая отвечает ему взаимностью. Они идут танцевать, а затем Майкл приглашает баронессу в одной из парижских кафе.
Они поднимаются в свои номера, чтобы подготовиться к выходу в город. Пока баронесса в своей комнате проверяет камень, Майкл звонит ей по телефону и изменённым голосом от лица администрации просит спуститься её в кабинет Фромона, где задержали вора, который обокрал несколько номеров. После её ухода с помощью ключа, который раздобыл Дженкинс, Майкл заходит в её номер и подменяет камни. Вскоре Грегор, баронесса и маркиз заходят в номер баронессы, где ввиду возможной кражи герцог забирает все три камня себе, помещая их в специальный пояс, который никогда не снимает с тела. После этого в номере появляется Майкл, однако Грегор категорически заявляет, что баронесса с ним никуда не пойдёт и вообще он не желает его больше видеть.
Лэньярд навещает Тэнию, отдавая ей камень баронессы и просит её немедленно отправляться в аэропорт, где её ожидает готовый к вылету частный самолёт королевства, а сам он тем временем займётся камнем Грегора. Ночью Лэньярд проникает в номер герцога и запускает в его кровать муравьёв из коллекции Фромона. Когда во время сна муравьи облепляют Грегора, он вскакивает и направляется в душ, снимая с себя пояс. Пока герцог моется, Майкл подменяет в поясе третий камень. Заметив, что кто-то проник в его номер, Грегор выскакивает из душа и бросается в погоню, однако Майкл успевает скрыться. Грегор собирает у себя выскочивших на шум сообщников и просматривает содержимое пояса. Поняв, что все три камня поддельные, Грегор срочно связывается со своим подручным Мейсом (Эдди Фезерстон).
Когда Майкл приезжает в аэропорт и садится в самолёт вместе с Тэнией, он передаёт ей последний камень. Самолёт взлетает и направляется в Арвонну на коронацию. В полёте, уже над территорией Арвонны самолёт вдруг меняет курс, а Мейс, который сидит на месте пилота, наводит на пассажиров оружие. Вскоре самолёт садится в загородном имении Грегора, где его встречают сам хозяин и баронесса. Грегор приглашает Майкла и Тэнию в дом, где берёт их в заложники. Приспешники Грегора обыскивают багаж Майкла и Тэнии, но камней не находят. Личный обыск также ничего не даёт. Затем, оставив Майкла и Тэнию с двумя вооружёнными людьми, группа направляется обыскивать салон самолёта, однако и там ничего не находит. Воспользовавшись ситуацией, Майкл и Дженкинс расправляются с двумя бандитами и пытаются бежать, однако на выходе из дома их останавливает вооружённая охрана. После этого Грегор даёт указание поставить Майкла около мишени и начинает метать в него ножи, требуя сказать, где спрятаны камни. Опытный метатель Грегор кладёт ножи всё ближе к телу Майкла. Когда дело доходит до последнего ножа, Тэния не выдерживает и говорит, что камни спрятаны в букете цветов, который стоит в прихожей. Грегор находит камни, после чего возвращает Тэнии её подделки, а сам улетает на самолёте в столицу, оставив Майкла и принцессу с двумя вооружёнными охранниками. Майкл и Дженкинс вновь обезоруживают охрану и перерезают в доме телефонные провода, после чего на автомобиле вместе с Тэнией быстро устремляются в город.
В столице перед коронацией герцог Грегор заходит к королеве, заявляя, что не отдаст ей камни, и требует отказаться от власти. По словам герцога, если народ узнает, что камни из короны пропали, он не уверен, что сможет удержать народ от бунта. Потому Грегор предлагает королеве бежать вместе с сыном прямо сейчас, машина уже ждёт у ворот. От неё требуется только подписать акт об отречении, который будет готов через 20 минут. Грегор уходит, чтобы составить акт, после чего у королевы появляются Тэния и Майкл, у которого уже есть план. Несколько минут спустя Майкл в форме королевского гвардейца проникает в хранилище, где находится корона. Он добирается до короны и снимает с неё поддельные камни, выходит из хранилища и передаёт их Тэнии. Затем, согласно плану, Майкл убегает, а Тэния начинает звать на помощь. Хранители короны, гвардейцы и придворные бросаются в погоню за Майклом, который забегает в комнату, где находятся герцог Грегор, баронесса и маркиз. Когда преследователи подбегают к комнате, Майкл запирает дверь, хватает герцога и громко кричит, чтобы тот заплатил ему за то, что Майкл выкрал для него камни из короны. Когда толпа взламывает двери и хватает Майкла, он заявляет, что подлинные драгоценные камни из королевской короны находятся у Грегора, который нанял его, чтобы их выкрасть, а теперь отказывается ему платить. Майкл утверждает, что украденные камни сейчас находятся в нательном поясе Грегора. После обнаружения камней Грегора арестовывают. Коронация молодого принца проходит успешно, после чего королевская семья тайно провожает Майкла до границы, давая ему возможность «сбежать». Майкл и Тэния сердечно прощаются, выражая надежду в будущем встретиться вновь.

## В ролях
- Фрэнсис Ледерер — Майкл Лэньярд / Одинокий волк
- Фрэнсис Дрейк — принцесса Тэния Арвонская
- Олаф Хиттен — Дженкинс
- Уолтер Кингсфорд — великий герцог Грегор де Мейерсон
- Леона Мерикл — баронесса Кэмбрелл
- Альберт Деккер — маркиз Луи де Мейерсон
- Морис Касс — Альфонс Фромон, управляющий гостиницей
- Бесс Флауэрс — Давна, фрейлина
- Рут Робинсон — Королева Арвонны
- Пио Перетти — принц Поль Арвонский
- Эдди Фезерстон — Мейс, подручный

## Создатели фильма и исполнители главных ролей
Американский режиссёр Альберт С. Рогелл за свою карьеру, охватившую период с 1920 по 1955 год, поставил 109 фильмов, большинство которых были малобюджетными вестернами категории В. Наиболее заметными его картинами были «Убийство в Гринвич-виллидж» (1937), «Чёрный кот» (1941), «В старой Оклахоме» (1943), «Знают только небеса» (1947) и «Прежде чем я проснусь» (1955).
Как написал историк кино Дерек Виннерт, «уроженец Чехии Френсис Ледерер, скончавшийся в 2000 году в возрасте 100 лет, работал до последней недели своей жизни». В 1929 году Ледерер сыграл одну из главных ролей в немом фильме «Ящик Пандоры» (1929), ставшем классикой немецкого экспрессионизма. Позднее у него были заметные роли в таких голливудских фильмах, как «Очарование Манхэттена» (1934), «Весёлый обман» (1935), «Признание нацистского шпиона» (1939), «Мужчина, за которого я вышла замуж» (1940) и «Выдающаяся женщина» (1950).
Фрэнсис Дрейк сыграла в двух десятках фильмов, включая «Забывая про всех других» (1934), «Отверженные» (1935), «Безумная любовь» (1935), «Там всегда женщины» (1938) и «Этот замечательный мир» (1939), после чего в 1939 году в 27-летнем возрасте вышла замуж и завершила актёрскую карьеру.

## История создания фильма
Этим фильмом после трехлетнего перерыва возобновился киносериал студии Columbia Pictures об Одиноком волке.
Первоначально фильм планировали назвать «Одинокий волк».
Это единственный фильм в серии, в котором главную роль сыграл Френсис Ледерер. Он сменил в этой роли Мелвина Дугласа, который сыграл в предыдущем фильме «Возвращение Одинокого волка» (1935). После Ледерера в 1939—1943 годах в девяти фильмах подряд роль Одинокого волка исполнил Уоррен Уильям.
Некоторые элементы сюжета этой картины были позаимствованы из более раннего фильма «Последнее об Одиноком волке» (1930), хотя сам фильм основан на другом изначальном тексте Луиса Джозефа Вэнса.
Фильм находился в производстве с 9 декабря 1937 по 6 января 1938 года и вышел на экраны 24 марта 1938 года.

## Оценка фильма критикой
Фильм получил положительные отзывы критики. Газета «Нью-Йорк Таймс» в своей рецензии от 23 мая 1938 года отметила, что «Френсис Ледерер — очаровательное и, конечно, неоспоримое дополнение к „школе воровства“ в цилиндре и развевающейся накидке». Журнал Variety 25 мая 1938 года написал, что это «отличный костюмный фильм категории В с хорошим актёрским составом. Одним из его достоинств является тот факт, что так много событий уместилось в 67 минут экранного времени». Современный киновед Клайв Хиршхорн в своей книге «История Columbia» (1990) назвал картину «быстро развивающимся триллером».
Как отметил историк кино Рон Беккер, «в отличие от последующих фильмов с Уорреном Уильямом, это скорее приключенческий фильм, чем детектив, поскольку в этой интересной истории международных интриг Майкл Лэньярд много перемещается по Европе. Благодаря новаторскому сюжету, отличной актёрской игре и сценарию, фильм уникален для цикла и одновременно довольно занимателен». Беккер подчёркивает, что «довольно приятно наблюдать за каждым из „преступлений“, совершаемых Одиноким волком, причем многие сцены полны саспенса», что, как правило, отсутствовало в более поздних фильмах сериала. Заключительная треть фильма также довольно интересна, где Лэньярд использует хитроумную уловку, чтобы, наконец, вернуть ценные камни.
Как заключил киновед Джин Блоттнер, «это яркое приключение, где режиссёр Альберт С. Рогелл обеспечивает интересную историю, Френсис Ледерер производит впечатление в роли Одинокого волка, а Олаф Хиттен отлично справляется с работой его камердинера. Актёрский состав второго плана также впечатляет, особенно Уолтер Кингсфорд в роли главного злодея». По мнению Беккера, «игра в фильме одинаково превосходна, как в больших, так и в малых ролях. Из-за акцента Ледерера требуется время, чтобы привыкнуть к нему в роли Одинокого волка, но как только к нему привыкаешь, его игра становится довольно привлекательной. Фрэнсис Дрейк очень красива в роли принцессы Тэнии, и при этом она хорошо играет. Уолтер Кингсфорд великолепен в роли злодея Грегора. Сцены между Лэньярдом и Грегором, где они разговаривают друг с другом с фальшивыми безупречными манерами высшего общества, особенно интересны. Действительно, диалоги на протяжении всего фильма исключительно остроумны».
Подводя итог, Беккер пишет, что фильм «никогда не становится шаблонным и скучным. Его никогда не прерывают те длинные и нудные комедийные эпизоды, которые были визитной карточкой детективных фильмов 1940-х годов, в том числе из серии „Одинокий волк“. Этот интересный фильм по сути является концом 20-летней эры фильмов об Одиноком волке, действие которых разворачивается в мире утончённости, а сюжеты вдохновлены Одиноким волком из романов Вэнса, а не написаны в стиле многих голливудских детективных фильмов 1940-х годов».
Как полагает Беккер, «ни один из последующих фильмов с Уильямом не был основан непосредственно на произведениях Вэнса, и в этих фильмах персонаж исправившегося взломщика никогда не кажется таким утонченным или стильным, каким он был в более ранних фильмах». Вместе с тем, как отметил киновед, «сериал об Одиноком волке по-настоящему не начинался, пока Уоррен Уильям не взял на себя эту роль в 1939 году, и с ним Одинокий волк полностью преобразился».
Дерек Виннерт посчитал, что это «довольно забавный триллер, но он на пару ступеней ниже своего предшественника („Возвращение Одинокого волка“), а Ледерер вполне приемлем, но слегка разочаровывает в качестве замены Мелвину Дугласу». Хэл Эриксон пришёл к выводу, что фильм стал «неубедительным примером картины о международных интригах и неудачным стартом для сериала Columbia. Гораздо лучше получился следующий фильм, восхитительный „Одинокий волк: Шпионская охота“ (1939), в котором Уоррен Уильям заменил очаровательного, но несколько пустоватого Фрэнсиса Ледерера».